# مادرکر
مادِرکِر (به انگلیسی: Mothercare) شرکت سهامی عام بریتانیایی تولید محصولات نوزاد، بارداری و کودکان زیر ۸ سال است.
دو سرمایه‌گذار یهودی سلیم زیلخا (با تبار عراق و ایالات متحده آمریکا) و جیمز گلداسمیت (با تبار فرانسه و بریتانیا) این شرکت را در سال ۱۹۶۱ (میلادی) راه انداختند. سهام این شرکت در سال ۱۹۷۲ (میلادی) در بورس لندن عرضه شد.
در نوامبر ۲۰۱۹ مادرکر اعلام کرد که می‌خواهد به کار فروشگاه‌های خود در بریتانیا پایان دهد. اما فروشگاه‌های این کشور در خارج از بریتانیا به کار خود ادامه خواهند داد. این تصمیم به علت افزایش خریدهای انلاین است که مراجعه حضوری مردم به فروشگاه‌ها را کم کرده است.ولی به دلیل واکنش رسانه ها و مردم تا به امروز جولای ۲۰۲۲ همچنان فروشگاه های مادر کر در منچستر لندن لیورپول و نوریچ و لیدز فعال هستند‌.